# Cao Yupeng
Dans ce nom, le nom de famille, Cao, précède le nom personnel.
Cao Yupeng est un joueur professionnel de snooker de nationalité chinoise né le 27 octobre 1990 à Canton. 
Professionnel de 2011 à 2018 avant d'être suspendu du circuit pour une affaire de matchs truqués puis de revenir en 2021, Cao compte pour meilleure performance trois finales dans des tournois classés, atteintes à l'Open d'Écosse en 2017, à l'Open de Gibraltar en 2018 et au Shoot-Out en 2023. Alors qu'il dépasse le meilleur classement de sa carrière en mai 2024 (35e joueur mondial), Cao se retire soudainement du circuit pour des raisons familiales.

## Carrière
Cao devient professionnel en 2011 à la suite d'un titre de champion d'Asie des moins de 21 ans acquis contre le joueur iranien Hossein Vafaei. Dès l'année suivante, il fait ses débuts au championnat du monde de snooker. Issu des qualifications, Cao crée la sensation en éliminant le no 10 mondial Mark Allen au premier tour sur le score de 10 manches à 6 avant d'être battu au tour suivant par le Gallois Ryan Day par 13 manches à 7.
Cao démontre de nouveau son talent lors d'une épreuve comptant pour le classement mondial, le Classique de Wuxi 2013. Encore une fois issu des qualifications, il signe un très beau parcours et atteint les quarts de finale en éliminant successivement Michael White (5-3), Barry Hawkins (5-4) et Ben Woollaston (5-3), avant d'être battu par l'Australien Neil Robertson sur le score serré de 5-4.
À la fin de la saison 2015-2016, après une période compliquée au cours de laquelle il ne connait aucun résultat probant, Cao est contraint de disputer le tournoi amateur de la Q School pour conserver sa place sur le circuit professionnel. Il remporte son match final face à un joueur amateur anglais, ce qui lui permet de participer à la saison professionnelle suivante.
L'année suivante, Cao atteint la demi-finale du Masters d'Europe, une première pour lui dans un tournoi classé, après avoir battu Mark Williams en quarts de finale. Il continue sa progression et remporte de plus en plus de matchs sur les tournois de classement, à commencer par l'Open d'Écosse en 2017 où il atteint sa première finale. Il réalise par la même occasion son premier break de 147 en compétition professionnelle au cours de son match de premier tour qui l'opposait à l'Anglais Andrew Higginson, match qu'il remporte par ailleurs 4-0. En finale, il retrouve Neil Robertson. La rencontre tourne assez rapidement en la faveur de Cao qui s'offre un avantage considérable, menant 8-4, avant de voir Robertson remonter la situation pour finalement s'imposer 9-8.
Cao réitère cette performance en début d'année 2018 à l'Open de Gibraltar, seulement quelques semaines après sa finale à Glasgow. Profitant d'un tableau dégagé jusqu'en finale, il est nettement dominé par son adversaire Ryan Day sur le score de 4 manches à 0.
Suspendu du circuit mondial de snooker pendant 30 mois à partir de mai 2018 (voir détails ci-dessous), Cao regagne sa place sur le circuit professionnel en 2021 grâce au CBSA China Tour. Après plus de deux ans de discrétion, Cao retrouve son meilleur niveau de performance en ralliant la finale du Shoot-Out 2023. Cependant, Mark Allen ne lui laisse pas l'opportunité de gagner un premier titre. Surfant sur sa bonne dynamique, il rallie les demi-finales du Grand Prix mondial en sortant trois joueurs du top 10. Il est néanmoins balayé par Judd Trump (6-2). 
Ces bonnes performances lui permettent de dépasser son meilleur classement acquis six ans plus tôt. Pourtant, le joueur chinois se retire soudainement du jeu professionnel après une défaite au premier tour de qualification du championnat du monde. Il justifie sa décision par un souhait de retourner vivre en Chine pour s'occuper de sa jeune famille. Il envisage aussi de lancer une carrière dans le billard chinois, nouvelle discipline en pleine explosion dans le pays. 

## Suspension pour matchs truqués
Le 25 mai 2018, la World Professional Billiards and Snooker Association (WPBSA) annonce la suspension de deux joueurs chinois dont Cao Yupeng dans le cadre d'une suspicion de matchs truqués. 
Les faits remonteraient à 2016 et concerneraient trois matchs professionnels dont les précisions ne sont pas connues. Le 1er décembre 2018, il est jugé coupable par le tribunal de la WPBSA qui le suspend pour une durée de deux ans. Son retour est prévu pour le 24 novembre 2020.

## Vie personnelle
Cao vivait à Gloucester (Angleterre) pendant la saison de snooker, où il était connu sous le prénom de Eric.

## Palmarès

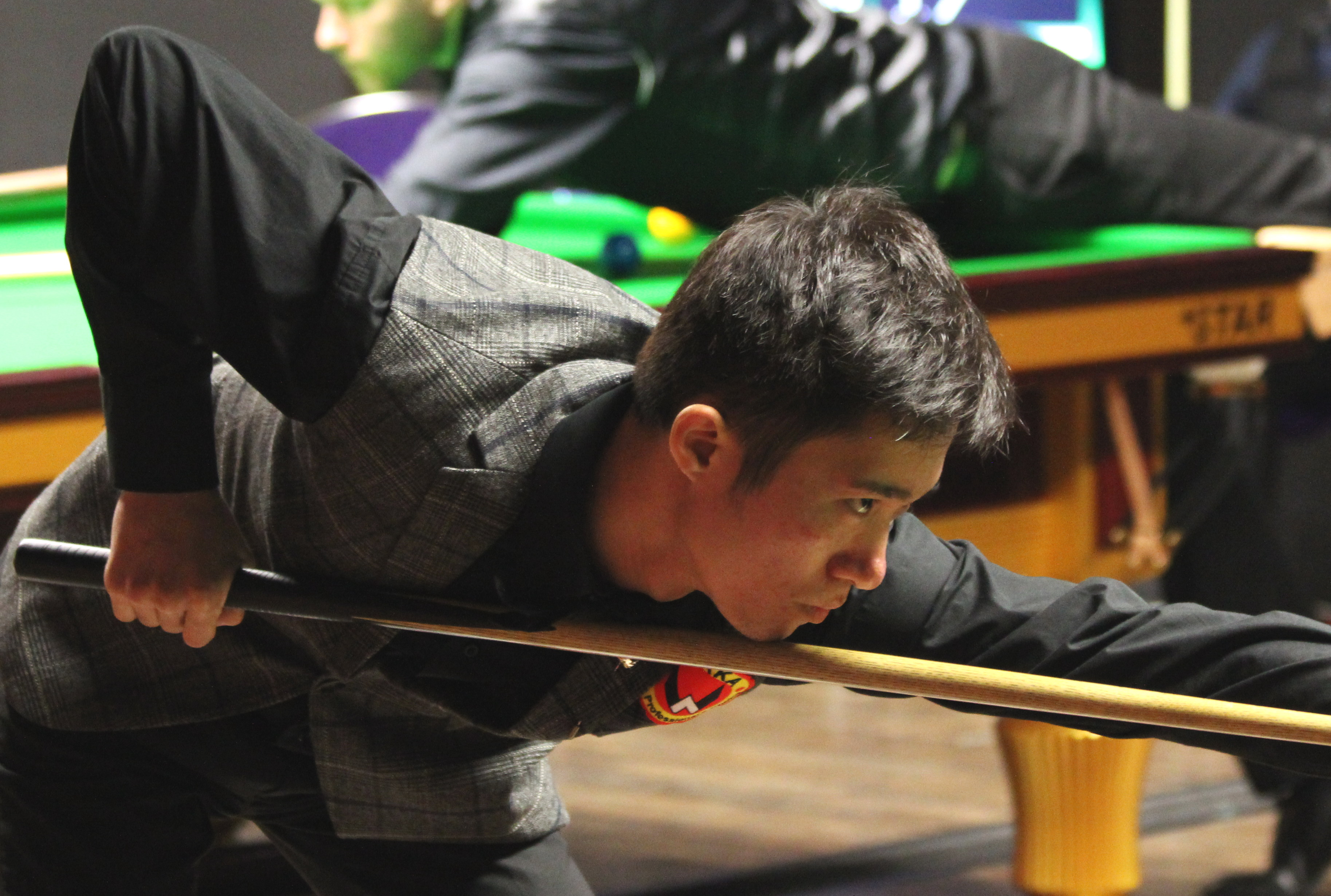
Cao Yupeng (2016).

| Légende | Catégorie                      | Titres                         | Finales                        |
|         | Tournois classés               | 0                              | 3                              |
|         | Tournois classés mineurs       | 0                              | 0                              |
|         | Tournois non classés           | 1                              | 1                              |
|         | Tournois pro-am                | 2                              | 0                              |
|         | Tournois amateurs              | 1                              | 0                              |
| Gras    | Tournois de la triple couronne | Tournois de la triple couronne | Tournois de la triple couronne |

### Titres

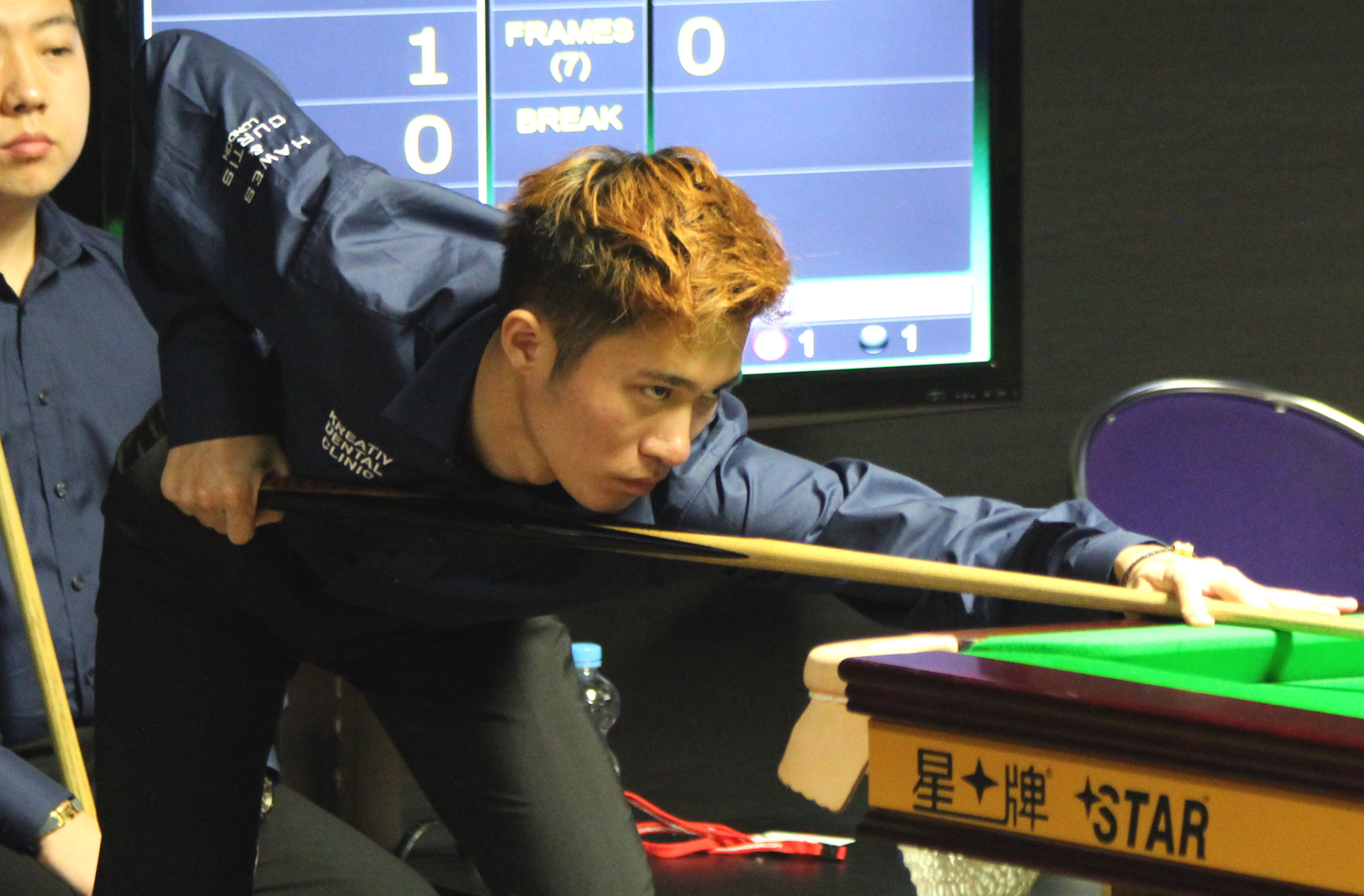
Cao au Classique Paul Hunter 2015.

| Saison    | Nom du tournoi                         | Lieu      | Finaliste      | Score | Tableau |
| 2010-2011 | Trophée de Hong-Kong (printemps)       | Hong-Kong | Liang Wenbo    | 6-5   |         |
| 2011      | Championnat d'Asie des moins de 21 ans | Kish      | Hossein Vafaei | 7-3   |         |
| 2013-2014 | Jeux asiatiques en salle               | Incheon   | Ding Junhui    | 4-2   |         |
| 2017-2018 | Open de Baoying                        | Baoying   | Chang Bingyu   | 5-4   |         |

### Finales
| Saison    | Nom du tournoi                            | Lieu      | Finaliste      | Score | Tableau |
| 2015-2016 | Épreuve qualificative à la coupe générale | Hong-Kong | Zhang Anda     | 4-5   |         |
| 2017-2018 | Open d'Écosse                             | Glasgow   | Neil Robertson | 8-9   | Tableau |
| 2017-2018 | Open de Gibraltar                         | Gibraltar | Ryan Day       | 0-4   | Tableau |
| 2023-2024 | Snooker Shoot-Out                         | Swansea   | Mark Allen     | 0-1   | Tableau |